# Tumuli van Seron

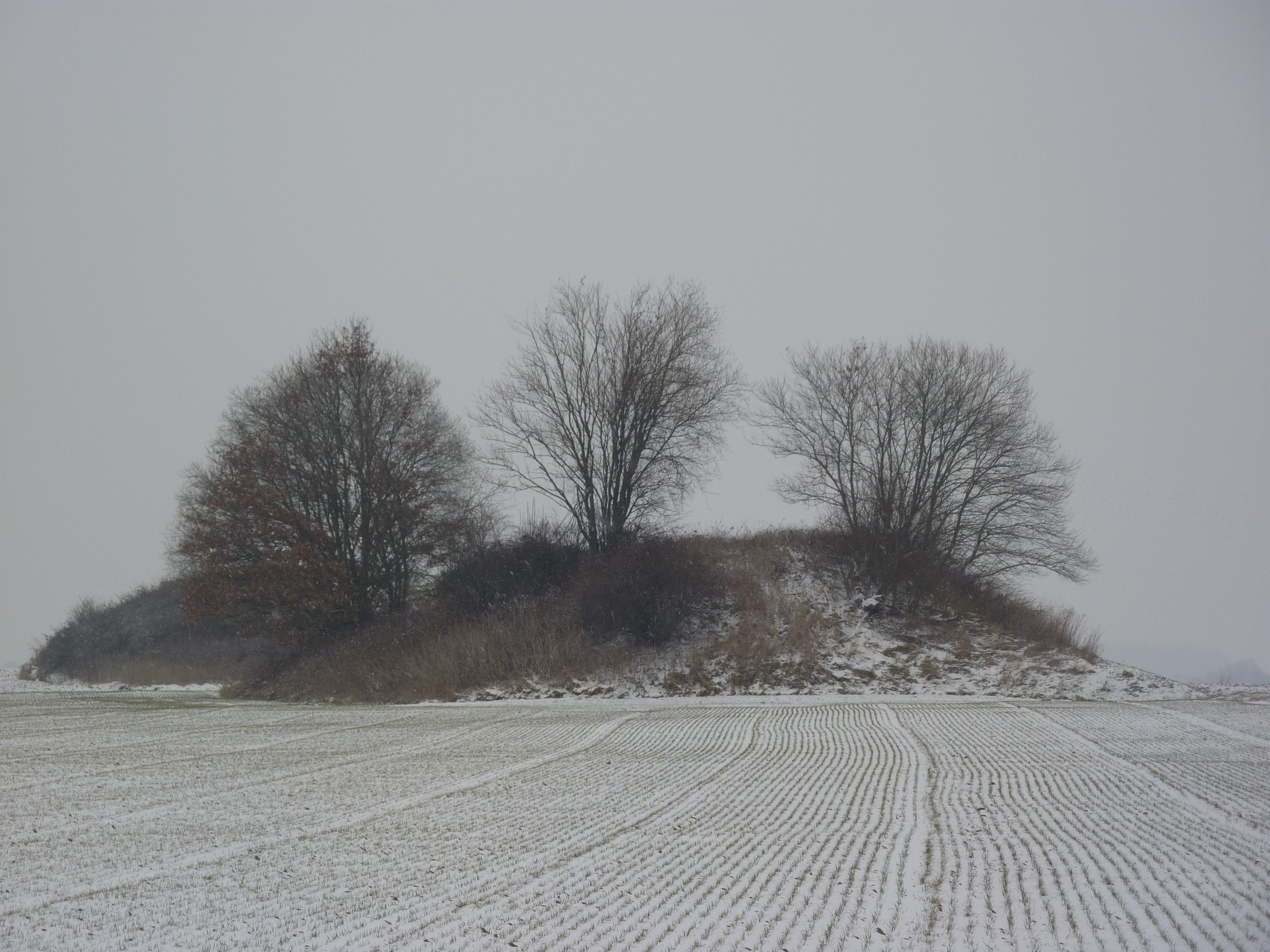

De Tumuli van Seron (lokaal aangeduid met Campagne des Tombes) zijn drie Gallo-Romeinse grafheuvels bij Seron in de Belgische gemeente Fernelmont in de provincie Namen. Ze liggen in de deelgemeente Forville. Ze zijn gelegen aan het kruispunt van de wegen Rue des Tumulis en de chemin de Hemptinne aux Tombes en daarmee op 4,5 kilometer ten zuiden van de oude Romeinse weg.
In 1854 onthulden opgravingen een verscheidenheid van objecten: aardewerk, lampen, flessen, urnen, fragmenten van verkoolde menselijke beenderen en een sestertie van Hadrianus, waardoor de tumuli gedateerd konden worden in de 2e eeuw. Al deze objecten in het archeologisch museum van Namen.
De grafheuvels zijn geclassificeerd als monumenten.
De drie tumuli staan genoteerd op de Carte de Ferraris van 1777 (kaart 135Ab) als Tombes de Buhay, terwijl op de huidige kaarten van het Nationaal Geografisch Instituut (41/5S kaart) ze staan vermeld als Tombes à Séron.

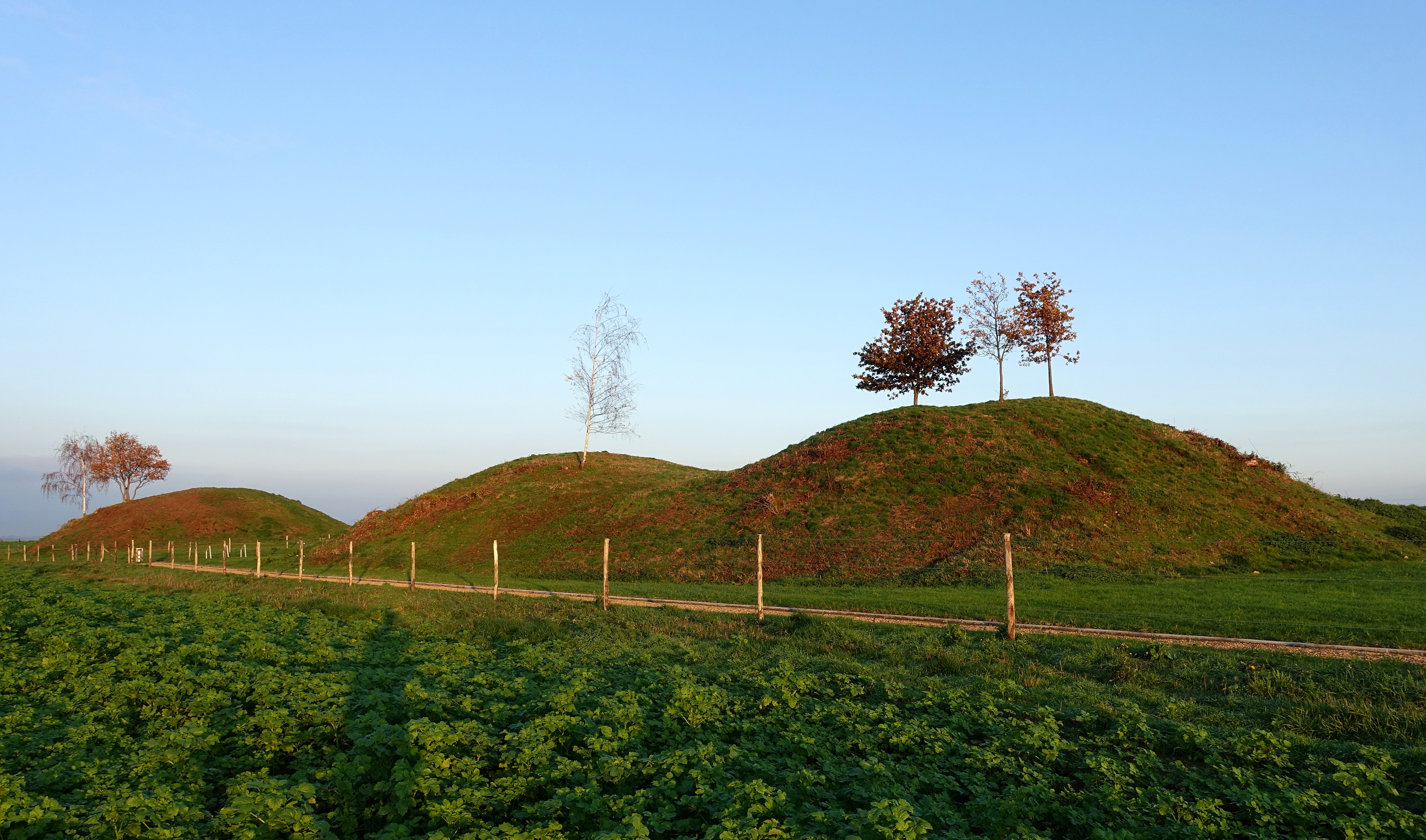
Tumuli in 2021
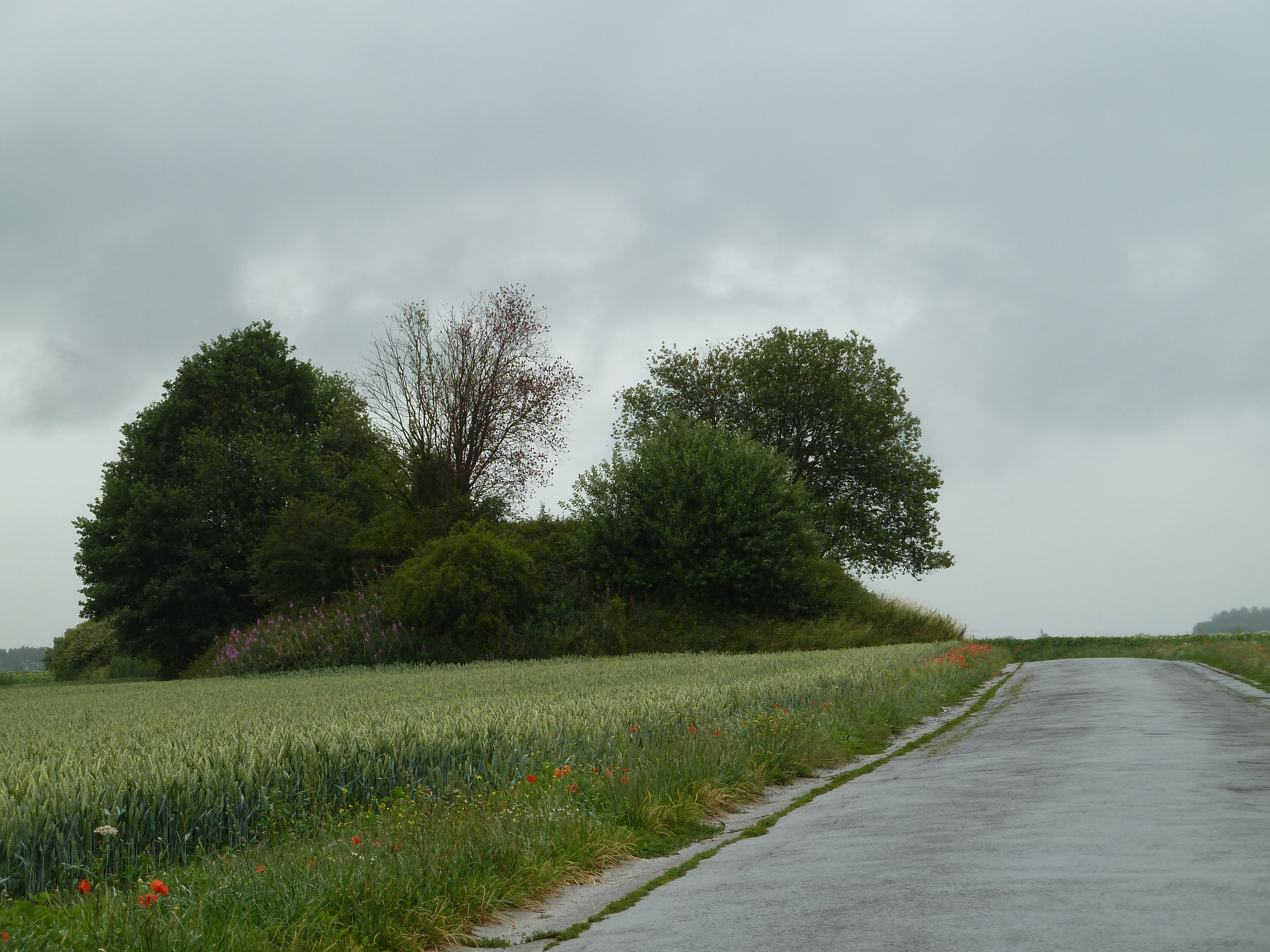
Gezien vanuit het zuiden
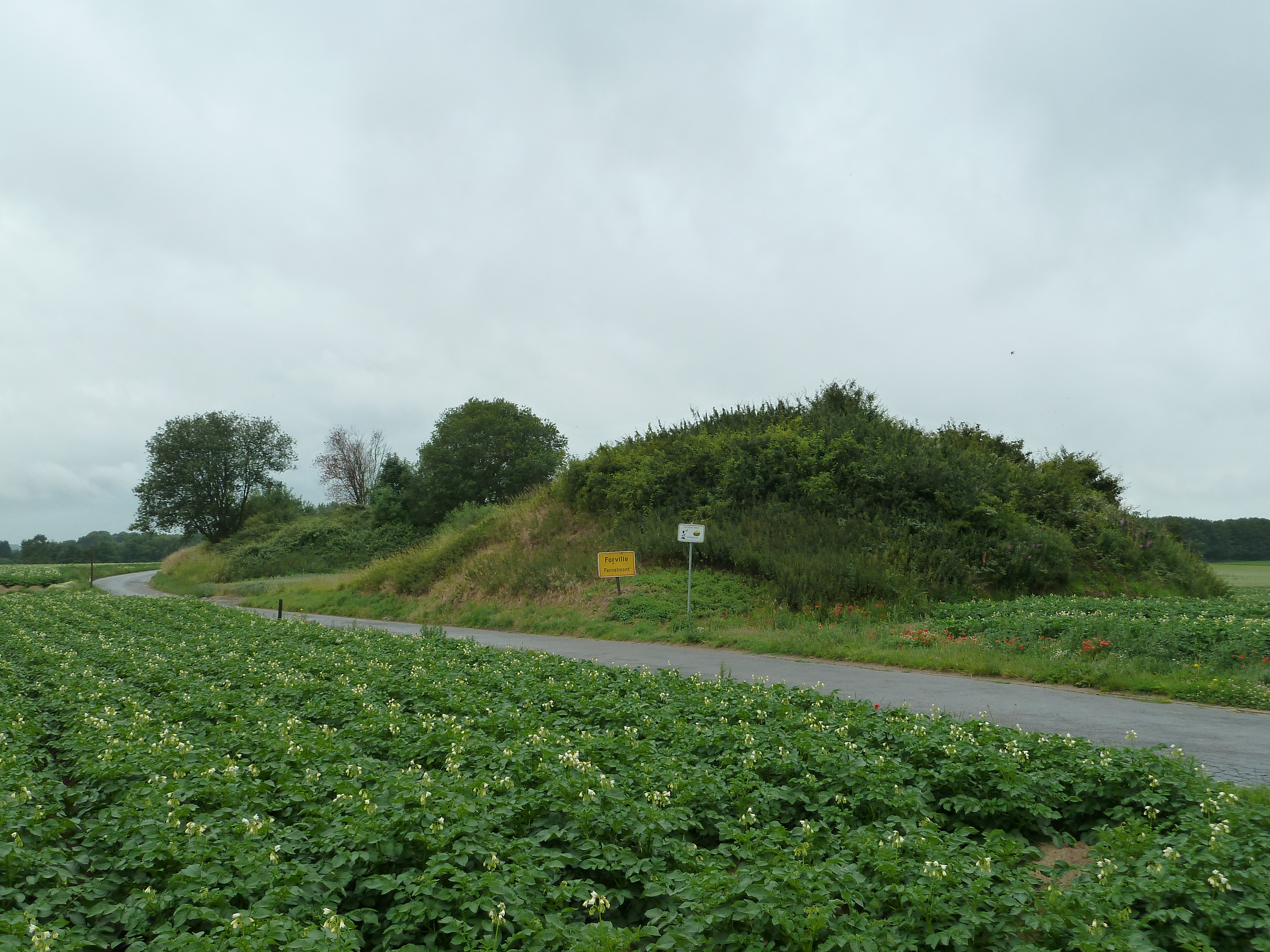
Vanuit het noorden
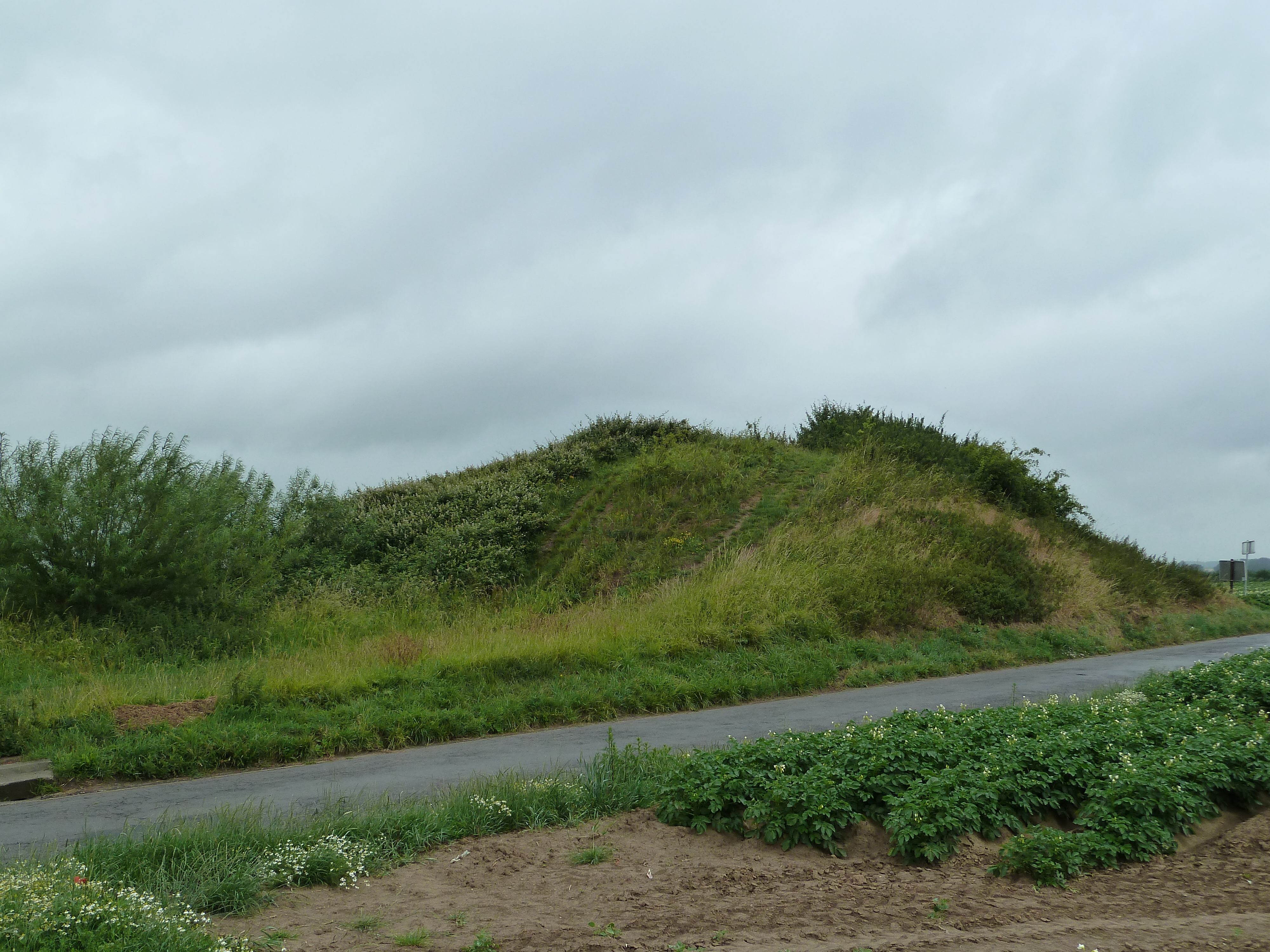
Noordelijke heuvel
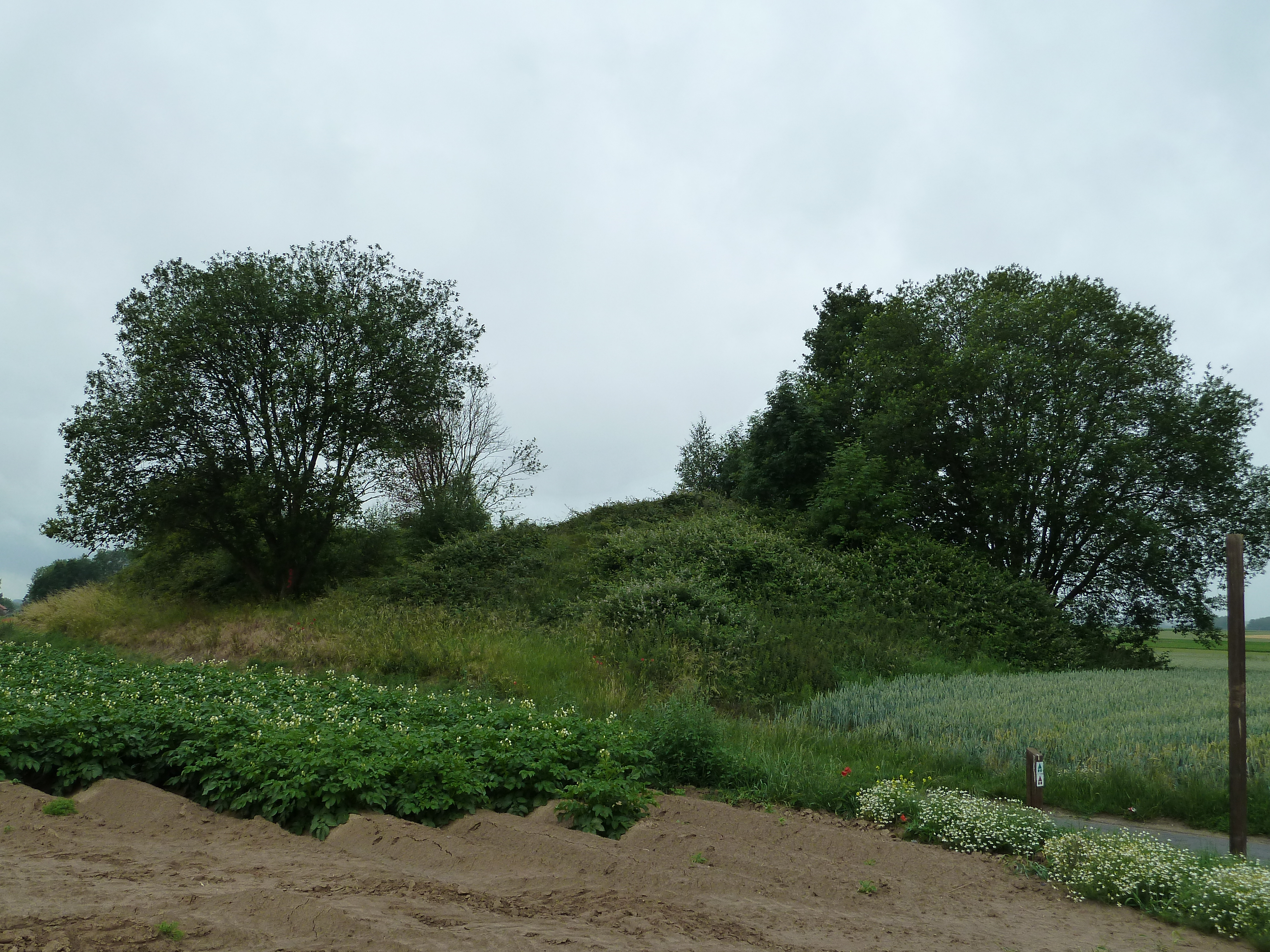
Zuidelijke heuvels